# Circonscription de Kuyu
La circonscription de Kuyu est une des 177 circonscriptions législatives de l'État fédéré Oromia, elle se situe dans la Zone Nord Shoa. Son représentant actuel est Taye Tolera Balcha.